# زنبق تسينغ تاو
زنبق تسينغ تاو نوع نباتي ينتمي إلى جنس الزنبق من الفصيلة الزنبقية. سميت نسبة إلى مدينة تسينغ تاو في الصين.

## البيئة والانتشار
موطنه كوريا والصين.